# Europacup I hockey mannen 1987
De 14de Europacup I hockey voor mannen werd gehouden van 5 tot en met 8 juni 1987 in het Spaanse Terrassa. Het deelnemersveld bestond uit 8 teams. HC Bloemendaal won deze editie door in de finale de strafballen beter te nemen dan Atlètic Terrassa.

## Uitslag poules

### Poule A
| Team              | Pnt | GS | W | G | V | DV | DT | DS |
| ----------------- | --- | -- | - | - | - | -- | -- | -- |
| 1. HC Bloemendaal | 6   | 3  | 3 | 0 | 0 | 12 | 4  | +8 |
| 2. HC Kampong     | 4   | 3  | 2 | 0 | 1 | 6  | 7  | −1 |
| 3. Fili Moskou    | 2   | 3  | 1 | 0 | 2 | 6  | 7  | −1 |
| 4. La Rasante     | 0   | 3  | 0 | 0 | 3 | 6  | 12 | −6 |

Uitslagen
- A Fili Moskva - Kampong 1-2
- A Rasante - Bloemendaal 2-5
- A Fill Moskva - Bloemendaal 1-2
- A Rasante - Kampong 1-3
- A Fili Moskva - Rasante 4-3
- A Bloemendaal - Kampong 5-1

### Poule B
| Team                  | Pnt | GS | W | G | V | DV | DT | DS  |
| --------------------- | --- | -- | - | - | - | -- | -- | --- |
| 1. Atlètic Terrassa   | 6   | 3  | 3 | 0 | 0 | 16 | 2  | +14 |
| 2. Uhlenhorst Mülheim | 4   | 3  | 2 | 0 | 1 | 16 | 4  | +12 |
| 3. Menzieshill HC     | 1   | 3  | 0 | 1 | 2 | 3  | 13 | −10 |
| 4. Grammarians HC     | 1   | 3  | 0 | 1 | 2 | 4  | 20 | −16 |

Uitslagen
- B Menzieshill - Uhlenhorst 0-6
- B Terrassa - Grammarians 9-0
- B Menzieslhill - Grammarians 2-2
- B Terrassa - Uhlenhorst 2-1
- B Menzieshill - Terrassa 1-5
- B Grammarians - Uhlenhorst 2-9

## Finales 19 mei 1987
- 4A - 4B Rasante - Grammarians 3-1
- 3A - 3B Fili Moskva - Menzieshill 4-0
- 2A - 2B Kampong - Uhlenhorst 3-3 (1-4 pens)
- 1A - 1B Bloemendaal - Atletico Terrassa 2-2 (4-1 pens)

## Einduitslag
1.  HC Bloemendaal 

2.  Atlètic Terrassa 

3.  Uhlenhorst Mülheim 

4.  HC Kampong 

5.  Fili Moskva 

6.  Menzieshill HC 

7.  La Rasante 

8.  Grammarians HC

## Kampioen
| Europacup I 1987          |
| ------------------------- |
| HC Bloemendaal 1ste titel |